# ベリンダ・バウアー (作家)
ベリンダ・バウアー（Belinda Bauer、1962年12月24日- ）は、イギリスの推理作家。イングランド及びアパルトヘイト時代の南アフリカ共和国で育つ。2010年、処女作『ブラックランズ』が英国推理作家協会のゴールド・ダガー賞を受賞した。同作と翌年に発表した第2作『ダークサイド』は、イングランドのノース・デヴォンにある湿原の寒村シップコットを舞台としている。
2012年に発表された第3作『ハンティング』も同様にシップコットの小さな村を舞台にしている。
作家になる前はジャーナリストや脚本家をしており、脚本を担当した"The Locker Room" で英国アカデミー賞 カール・フォアマン賞を受賞した。

## 作品リスト
| # | 邦題                           | 原題                        | 刊行年 | 刊行年月   | 訳者     | 出版社               |
| - | ------------------------------ | --------------------------- | ------ | ---------- | -------- | -------------------- |
| 1 | ブラックランズ                 | Blacklands                  | 2010年 | 2010年10月 | 杉本葉子 | 小学館〈小学館文庫〉 |
| 2 | ダークサイド                   | Darkside                    | 2011年 | 2012年07月 | 杉本葉子 | 小学館〈小学館文庫〉 |
| 3 | ハンティング                   | Finders Keepers             | 2012年 | 2013年09月 | 松原葉子 | 小学館〈小学館文庫〉 |
| 4 | ラバーネッカー                 | Rubbernecker                | 2013年 | 2014年06月 | 満園真木 | 小学館〈小学館文庫〉 |
| 5 | 生と死にまつわるいくつかの現実 | The Facts of Life and Death | 2014年 | 2015年07月 | 吉井智津 | 小学館〈小学館文庫〉 |
| 6 | 視える女                       | The Shut Eye                | 2015年 | 2016年08月 | 満園真木 | 小学館〈小学館文庫〉 |
| 7 |                                | The Beautiful Dead          | 2016年 |            |          |                      |